# Dam in het Noorder Amstelkanaal

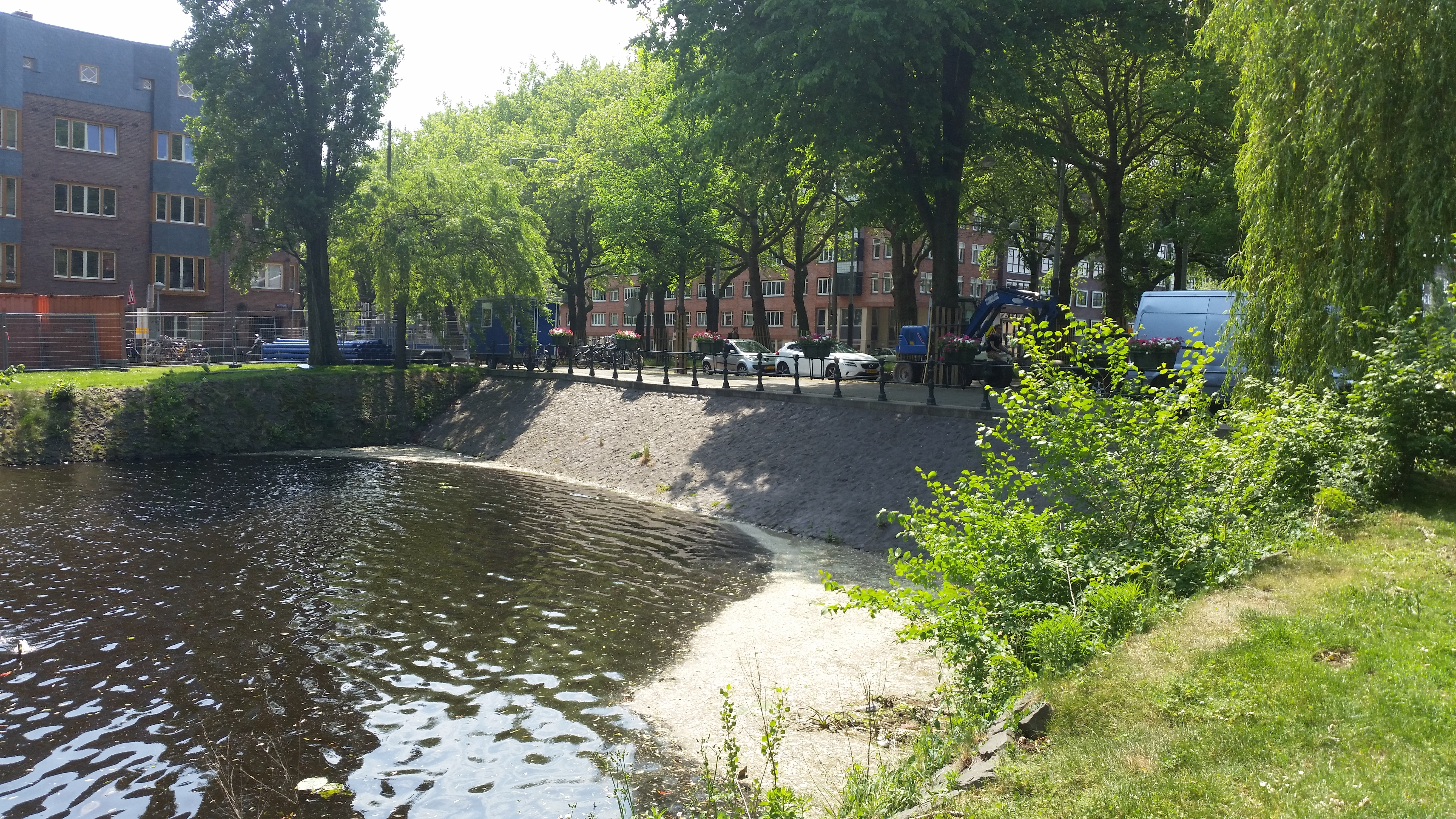
De dam in de Noorder Amstelkanaal (mei 2018)

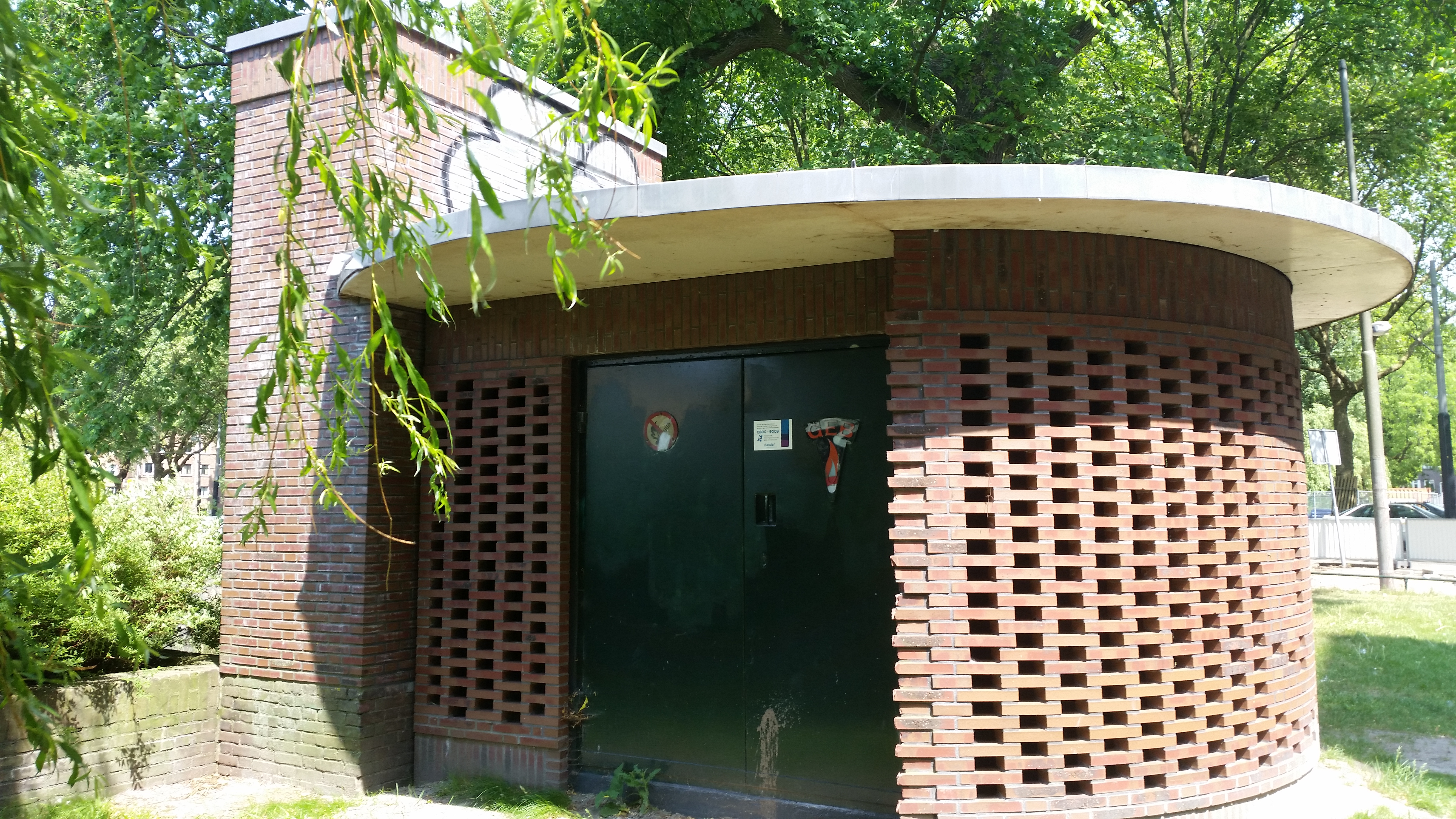
Elektriciteitshuisje (mei 2018)

De Dam in het Noorder Amstelkanaal is een dam in het Noorder Amstelkanaal ter hoogte van de Amstelveenseweg in Amsterdam-Zuid.
In het Plan Zuid van Hendrik Petrus Berlage kreeg Amsterdam-Zuid twee kanalen tussen de Amstel en de Schinkel. Bij het invullen van de woonwijk tussen het Noorder en Zuider Amstelkanaal werden de kanalen gebruikt voor de aanvoer van zand en bouwmaterialen. Aangezien het waterpeil tussen de kanalen en de Schinkel verschilde werden beide kanalen afgedamd. Toen de invulling klaar was, diende de gemeente Amsterdam een plan in met het volgende idee:
- bouw van een schutsluis voor het Nieuwe Meer, mede ter vervanging van de Overtoomse Sluis; dit resulteerde in 1942 in de Nieuwe Meersluis;
- het afgraven van de dam in het Zuider Amstelkanaal ter hoogte van de Amstelveenseweg en op die plaats een brug neerleggen; dat werd uiteindelijke brug 413, sinds 2017 de Aldo van Eyckbrug genoemd, ontworpen door Piet Kramer; die brug kwam in 1938 gereed;
- het plaatsen van een schutsluis in het Zuider Amstelkanaal ter hoogte waar de zuidelijke tribune van het Olympisch Stadion zich bevindt;[1]; deze sluis is alhoewel buiten gebruik, nog werkzaam;
- het afgraven van de dam in het Noorder Amstelkanaal ter hoogte van de Amstelveenseweg; er zou hiervoor in de plaats komen een brug met keersluis.

Dat laatste ging waarschijnlijk verband met het uitbreken van de Tweede Wereldoorlog niet door. Dat er een brug zou komen is wel terug te vinden in het ontbreken van brugnummer 412 in het Amsterdamse bruggenstelsel. De tekeningen waren al wel klaar. Brug 411 ligt even ten oosten van de dam in het Noorder Amstelkanaal, brug 413 is de eerste brug (oostwaarts) in het Zuider Amstelkanaal.
Ten zuidwesten van de dam lagen sportvelden ten behoeve van het Olympisch Stadion, maar ook het oude Frans Otten Stadion. Amsterdam moest echter qua woningbouw verdichten en bouwde hier een geheel nieuwe woonwijk aan de Afroditekade (Het Kwartier). In 2005 werd op de zuidwestpunt van de dam een elektriciteitshuisje neergezet. 

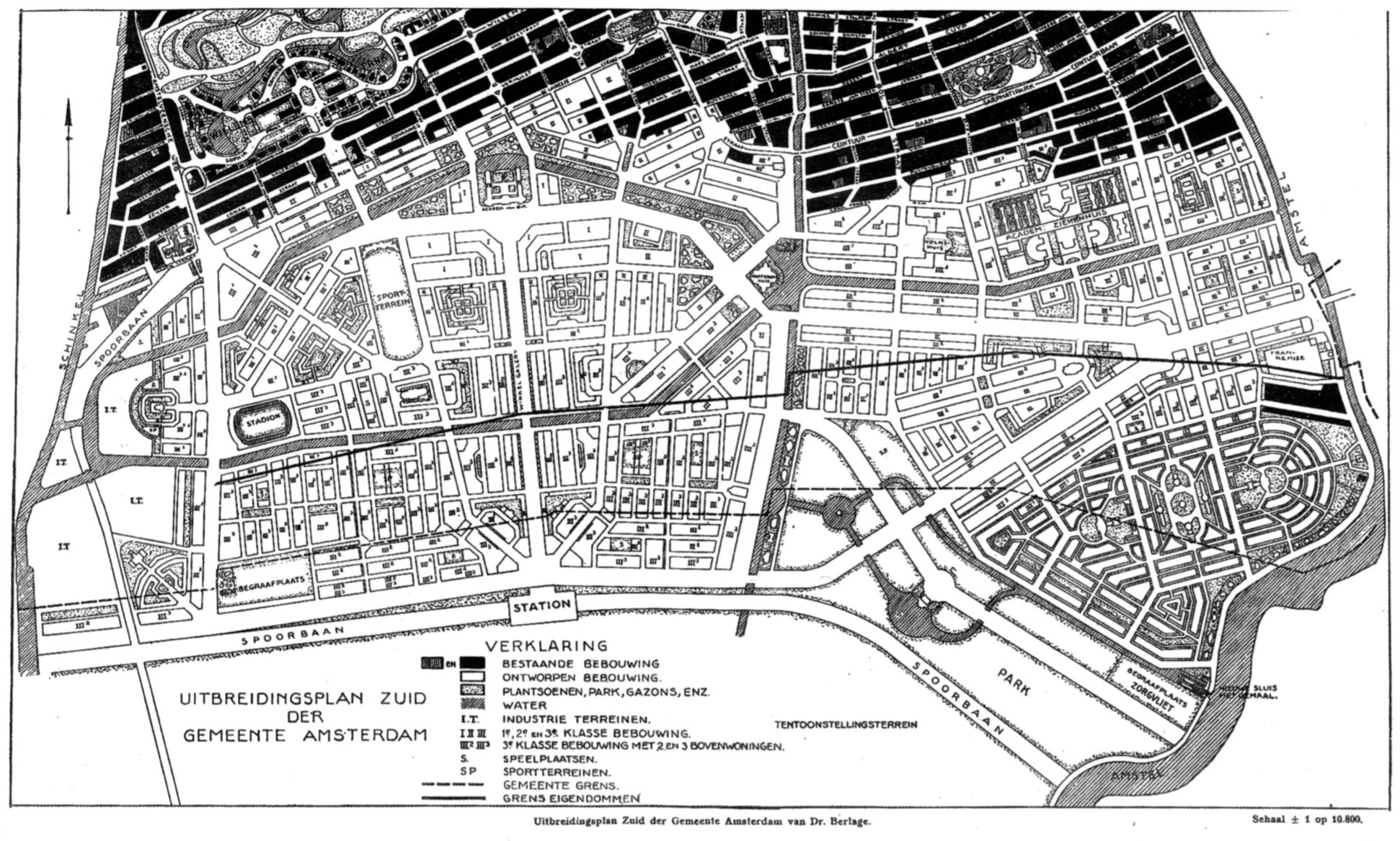
Plan Zuid uit 1915 met een brug in de Amstelveenseweg over Noorder Amstelkanaal

.
<<< · 400 · 401 · 402 · 403 · 404 · 405 · 406 · 407 · 408 · 409 · 410 · 411 · 413 · 414 · 415 · 416 · 417 · 418 · 419 · 420 · 421 · 422 · 423 · 424 · 425 · 427 · 429 · 430 · 431 · 432 · 433 · 434 · 435 · 436 · 437 · 438 · 439 · 440 · 441 · 442 · 443 · 444 · 445 · 446 · 447 · 448 · 449 · 450 · 451 · 452 · 453 · 454 · 455 · 456 · 457 · 458 · 459 · 460 · 461 · 462 · 463 · 464 · 465 · 466 · 469 · 470 · 471 · 472 · 473 · 474 · 475 · 476 · 478 · 479 · 480 · 482 · 483 · 485 · 486 · 487 · 488 · 489 · 490 · 491 · 492 · 493 · 494 · 495 · 496 · 497 · 499 · >>>
Brugnummers 412, 426, 428, 467, 468, 477, 481, 484 en 498 zijn niet (meer) vergeven.